# Vulcanair Mission
El Vulcanair VF600W Mission es un transporte utilitario monomotor italiano, en desarrollo por Vulcanair de Casoria.

## Diseño y desarrollo
El Mission se basa en el bimotor Vulcanair Canguro, pero está propulsado por un único turbohélice Walter M601F-11 que mueve una hélice Avia de cinco palas. Es un monoplano de ala alta arriostrada, con tren de aterrizaje triciclo fijo y capacidad para entre 10 y 16 pasajeros.
El prototipo voló por primera vez el 4 de diciembre de 2002. La aeronave resultó dañada en un incidente en Casandrino el 19 de diciembre de 2003.
En septiembre de 2006, el director de ventas de Vulcanair afirmó que el VF600W seguía siendo un programa activo, a pesar de los retrasos y la falta de recursos de la empresa. Indicó que se esperaba que el avión reanudara los vuelos de pruebas en agosto de 2006, después de lo cual la compañía proporcionaría una nueva estimación de cuándo sería certificado.
En marzo de 2019, el avión no figuraba en el sitio web de la empresa y no se habían publicado actualizaciones de la misma.

## Especificaciones (estimadas)
Referencia datos: Jane's All The World's Aircraft 2003–2004

### Características generales
- Tripulación: Uno (piloto)
- Capacidad: 10-16 pasajeros
- Longitud: 13,1 m (43 ft)
- Envergadura: 15,5 m (50,9 ft)
- Altura: 4,6 m (14,9 ft)
- Peso máximo al despegue: 3900 kg (8595,6 lb)
- Planta motriz: 1× turbohélice Walter M601F-11.
  - Potencia: 580 kW (800 HP; 789 CV)
- Hélices: Avia de cinco palas

### Rendimiento
- Velocidad máxima operativa (Vno): 352 km/h (219 MPH; 190 kt)
- Velocidad crucero (Vc): 339 km/h (211 MPH; 183 kt)
- Velocidad de entrada en pérdida (Vs): 113 km/h (70 MPH; 61 kt) (flaps abajo)
- Alcance: 2000 km (1080 nmi; 1243 mi)
- Techo de vuelo: 6095 m (19 997 ft)
- Régimen de ascenso: 4,6 m/s (906 ft/min)